# Cyclanthera parviflora
Cyclanthera parviflora là một loài thực vật có hoa trong họ Cucurbitaceae. Loài này được C.E. Jones ex Lira mô tả khoa học đầu tiên năm 1995.